# Dark Star Orchestra
Dark Star Orchestra (abgekürzt DSO) ist eine US-amerikanische Tribute-Band der Gruppe Grateful Dead, die 1997 in Chicago gegründet wurde.

## Geschichte
DSO wurde aus der Idee gegründet, alte Grateful Dead Liveshows neu aufzuführen und sie komplett zu wiederholen. Diese Idee führte 1997 den Gitarristen John Kadlecik mit dem Keyboarder Scott Larned zusammen.
Die ersten Konzerte waren keine großen Erfolge. Sie traten vier Dienstage abends in Martyrs auf, einem Klub in Chicago, in dem schon andere Bands und Sänger wie Yardbirds, The Animals, Cake, Ian Hunter und John Entwistle auftraten oder ihre Karriere starteten.
Beim ersten Auftritt am 11. November 1997 sahen gerade einmal 78 Leute zu, jedoch beim letzten der vier Auftritte war der Klub ausverkauft. Im darauffolgenden Frühling tourten sie durch Colorado und traten anschließend weiterhin dienstags und mittwochs in dem Klub auf. Auf diese Weise feierten sie am 29. Oktober 2004 während einer Tournee durch Greensboro ihren tausendsten Auftritt.
Im November 1998, am Vorabend ihres Jahrestages, traten Mike Gordon und Jon Fishman von Phish als Gastmusiker auf, nachdem ihr eigener Auftritt vorbei war. Diese gelungene Show erhöhte das nationale Ansehen in Amerika immens. Während ihrer Tournee durch Colorado waren ihrer Auftritte weitgehend ausverkauft, die MP3-Dateien auf ihrer Website erzielten Millionen Klicks und gerade die Ähnlichkeit von Sound und Gesang zu den Grateful Deads faszinierte die Fans und die Kritiker. So nannte Washington Post DSO als "die heißeste Grateful Dead Tribute-Band" und USA Today sagte, dass DSO nicht nur eine Tribute-Band sei, sondern vielmehr die Fortführung der Liveshows in der langen Zeit von Grateful Dead.
Zu diesem Zeitpunkt traten DSO bis zu 200 Mal im Jahr auf und gewannen eine zunehmend wachsende Fangemeinde aus neuen und alten Deadheads. Sie mieteten und füllten größere Klubs und Konzerthallen und gewannen Gastmusiker wie Bob Weir, Bill Kreutzmann, Donna Godchaux, Vince Welnick und Tom Constanten, die allesamt selbst Mitglieder von Grateful Dead waren.
2004 trat DSO bei 155 Konzerten vor 110.000 Fans auf. Neben den Original-Livesetlisten, führte die Gruppe inzwischen auch eigene Zusammenstellungen vor.
Während der Frühjahrstour 2005 verstarb Scott Larned am 28. April an einem Herzanfall. Statt dass sein Platz wiederbesetzt wurde, traten Gastmusiker auf. Darunter waren bekannte Musiker wie Dan Klepinger und Rob Barraco (u. a. The Other Ones), der den Platz schließlich übernahm.
2009 verließ Mitbegründer John Kadlecik die Band, um mit Phil Lesh und Bob Weir die Band Furthur zu gründen. Seine letzte Show war der 5. Dezember 2009. Jeff Mattson von den Zen Tricksters übernahm dessen Part.

## Überblick
Inzwischen hat das Dark Star Orchestra mehr als 1.700 Liveshows weit überwiegend in Amerika gegeben. Grateful Dead haben vergleichsweise in 30 Jahre über 3.000 Konzerte gegeben, wobei anzumerken sei, dass Grateful Dead wesentlich mehr Fans in die Konzerthallen und Stadien geholt haben. Bei den meisten der Konzerte übernahmen DSO originale Setlisten von Grateful Dead und traten in der Nähe der originalen Showplätze auf. Doch verwendeten sie auch eigene Setlisten und improvisierten während ihrer Auftritte.
Neben der Übernehme der Setlist versuchen DSO, die komplette Show von Grateful Dead zu wiederholen, indem sie versuchen, das Equipment zu verwenden und in Nähe des eigentlichen Auftrittes aufzutreten.
Mit dieser Art erreichten sie nationale Bekanntheit. Das Rolling Stone schrieb ihnen eine fanatische Aufmerksamkeit zum Detail zu. The Dallas Morning News schrieb "the next best thing to being there" (nur noch selbst dabei gewesen zu sein, ist schöner). The Denver Post beschrieb DSO als eine perfektionsoriente Hommage und Associated Press schrieb, dass DSO ein Level an Details erreiche, das sich für eine erfolgreiche Band wie Grateful Dead geziemt.
Zu ihrem 941. Auftritt am 5. Mai 2004 im Fillmore Auditorium, San Francisco, gaben sie eine Doppel-DVD heraus. Sie verwendeten die Setlist vom Grateful Dead-Konzert am 5. Mai 1977.
Zu ihrem 1000. Auftritt, bei dem sie eine eigene Setlist spielten, gaben sie eine Dreier-CD-Box heraus.

## Kritik
Die Detail- und Präzisionstreue und die Wiederholung der Shows stößt auch auf Kritik der alten Grateful Dead Fans. Für viele Fans ist das das genaue Gegenteil von dem, das Jerry García stets forderte: Dass jedes Lied in einer einzigartigen Art und Weise bei jedem Konzert kreativ neu gespielt werden muss.
Zudem interpretieren viele die Konzertwiederholungen von DSO als eine reine Wiederholung jeglicher Abfolgen, nicht nur der Setlisten, sondern auch Song für Song, Solo für Solo und Note für Note. Doch auch wenn DSO die Setlisten kopiert, kopieren sie nicht die Lieder, sondern improvisieren und jamen. Auch Grateful Dead spielte niemals ein Lied auf dieselbe Weise hintereinander. Zudem verwendet DSO selbst zusammengestellte Setlisten, die nicht nur alte Songs von Grateful Dead, sondern auch Songs von Nebenprojekten wie Ratdog oder The New Riders of the Purple Sage.

## Freigabe von Bootlegs
Wie auch Grateful Dead und deren Nebenprojekte stellt DSO seine Bootlegs zur freien Verfügung. Die Fans können Konzerte selbst mitschneiden und tauschen. Des Weiteren bietet DSO Aufnahmen auf ihrer eigenen Homepage und bei Internet Archive an.

## Diskografie/Videos
- 2005: Live at the Fillmore (DVD)
- 2007: Dark Star Orchestra at All Good Music Festival 7/12/07
- 2008: Ithaca 30 Years Later (DVD)